# Verna Mersereau
Verna Mersereau (Paterson, 1896-Sacramento, 26 de septiembre de 1935), también conocida como Verna Mersereau Capra, fue una actriz estadounidense que actuó en teatro y cine. Bailarina y pantomima, apareció en varias películas con múltiples formas de danza antigua. Nacida en Nueva Jersey, terminó pasando su infancia en Oakland (California), donde se la conoció como la «bebé de Idora Park» debido a la construcción del parque de diversiones de su padre. Desde muy joven se interesó mucho por la danza y el teatro, siendo formada por su tía y realizando viajes a Europa y países asiáticos para aprender diversos estilos de danza.
Mersereau, que participó en numerosas obras incluso en su adolescencia, fue considerada una de las mejores bailarinas clásicas de la época y su uso de la pantomima estuvo entre los mejores del teatro de vodevil. Sus éxitos la llevarían a actuar en múltiples películas y, más tarde, ante la realeza en Calcuta. Abandonó los escenarios en 1933 tras contraer una enfermedad que finalmente la llevaría a la muerte en 1935.

## Infancia y educación
Nacida en 1896 en Paterson (Nueva Jersey), hija del Sr. y la Sra. Charles J. Mersereau, Verna asistió a escuelas locales durante toda su infancia. Una vez que cumplió nueve años, su familia se mudó al oeste de Estados Unidos, donde terminó la escuela primaria. Después de que la familia se reubicara en Oakland (California), el padre de Mersereau, un constructor de parques de atracciones, creó el parque de atracciones de Oakland durante su infancia. Se sabía que Mersereau deambulaba por el área en construcción, lo que resultó en que le dieran el apodo de Idora Park baby («la bebé de Idora Park»). Siendo adolescente y joven adulta, estudió danza y realizó viajes a Europa y «el Oriente» para formarse en diferentes estilos. También pasó tiempo entrenando sus bailes con su tía Theodora Warmolts Van Ness en el este de Estados Unidos.

## Carrera
En 1909, durante su adolescencia, Mersereau se unió a la compañía Kolb & Dill Farce Comedy para comenzar a aparecer en obras de teatro en Oakland. Al año siguiente, apareció en la obra Mizpah, donde interpretó una danza asiria. Más tarde, cuando llegó a la edad adulta, se dedicó al teatro de vodevil y actuó en el Teatro Majestic. Para la producción de 1914 de The Dancer, actuó como la protagonista femenina, y Mersereau utilizó su conocida historia como bailarina clásica para interpretar la «Danza de las Pirámides» y la «Danza de Ramsés» en la película. Después de aparecer en varias películas tempranas donde mostró sus habilidades de baile, regresó al teatro y firmó un contrato exclusivo con el teatro Pantages a pesar de que varios estudios cinematográficos intentaron contratarla.
En 1917, realizó un acto en solitario, con un solo asistente, de su obra de baile A Romance of Old Egypt, descrita por The Victoria Daily Times como «representativa de su inusual flexibilidad expresiva de brazos». El Times también dijo que ella era «una de las bailarinas clásicas de mayor éxito que se presentan hoy ante el público» y que sus obras originales que incluían su pantomima danzante eran «una de las mejores exposiciones del arte en el escenario del vodevil hoy».
Tras realizar numerosas actuaciones teatrales en los años siguientes, más tarde se unió a la compañía de Richard Wilbur y realizó una gira por países de Asia como actriz principal de la compañía. Realizaron una gira por varios países de Asia y llegaron a Shanghái en abril de 1927. La gira la llevó a actuar en el papel principal de la obra Rain for royal en Calcuta, India. Su última actuación fue en 1933 después de unirse a los Sacramento Players para Night Over Taos. Posteriormente tuvo que abandonar el teatro debido a una enfermedad. En marzo de 1935 ingresó en el sanatorio de Weimar para intentar recuperarse.

## Teatro
- Playing the Ponies (1909)[3]
- Mizpah (1910)[4]
- The Vengeance of the Goddess (1912)[9]
- A Romance of Old Egypt (1917)[10]
- Making the Movies (1919)[11]

## Filmografía
- The Dance of Death (1914)[12]
- The Dancer (1914) como Evelyn Wade[13]
- Cupid's Round Up (1918) como Peggy Blair
- Chalk Marks (1925) como Josie Jennings

## Vida personal
Se casó con George F. McCormick en 1924, pero luego se divorciaron. Se volvió a casar a principios de 1934 con Joseph Capra. Murió de una enfermedad prolongada que duró varios años el 26 de septiembre de 1935, en su casa de Sacramento (California).